# Marchemaisons
Marchemaisons é uma comuna francesa na região administrativa da Normandia, no departamento Orne. Estende-se por uma área de 9,07 km². Em 2010 a comuna tinha 159 habitantes (densidade: 17,5 hab./km²).